# Зубаревская (Архангельская область)

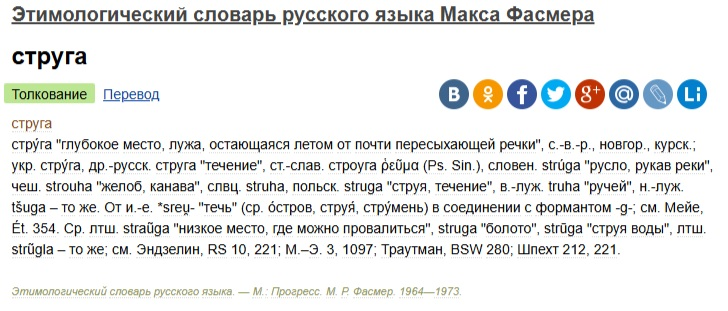
Струга

Зубаревская (Погорелка) — деревня в Устьянском районе Архангельской области. Входит в муниципальное образование «Ростовско-Минское».
Расположена на краю лесного массива на правом берегу реки Стругница (бассейн Кокшеньги) в 22 км к югу от посёлка Октябрьский (райцентр) и в 430 км к югу от Архангельска. .
В писцовой книге 1685 года — Зубаревская, Зубаревская относилась к Заячерицкой волости. В деревне в 1685 году было 6 дворов. Название произошло от прозвища зубарь — «насмешник».
В 2015 году в деревне заложен дендропарк "ЛЕНКИНПАРК (LENKINPARK).

## Численность населения
| 2002 | 2010 | 2012 |
| ---- | ---- | ---- |
| 3    | →3   | ↘2   |

## Галерея

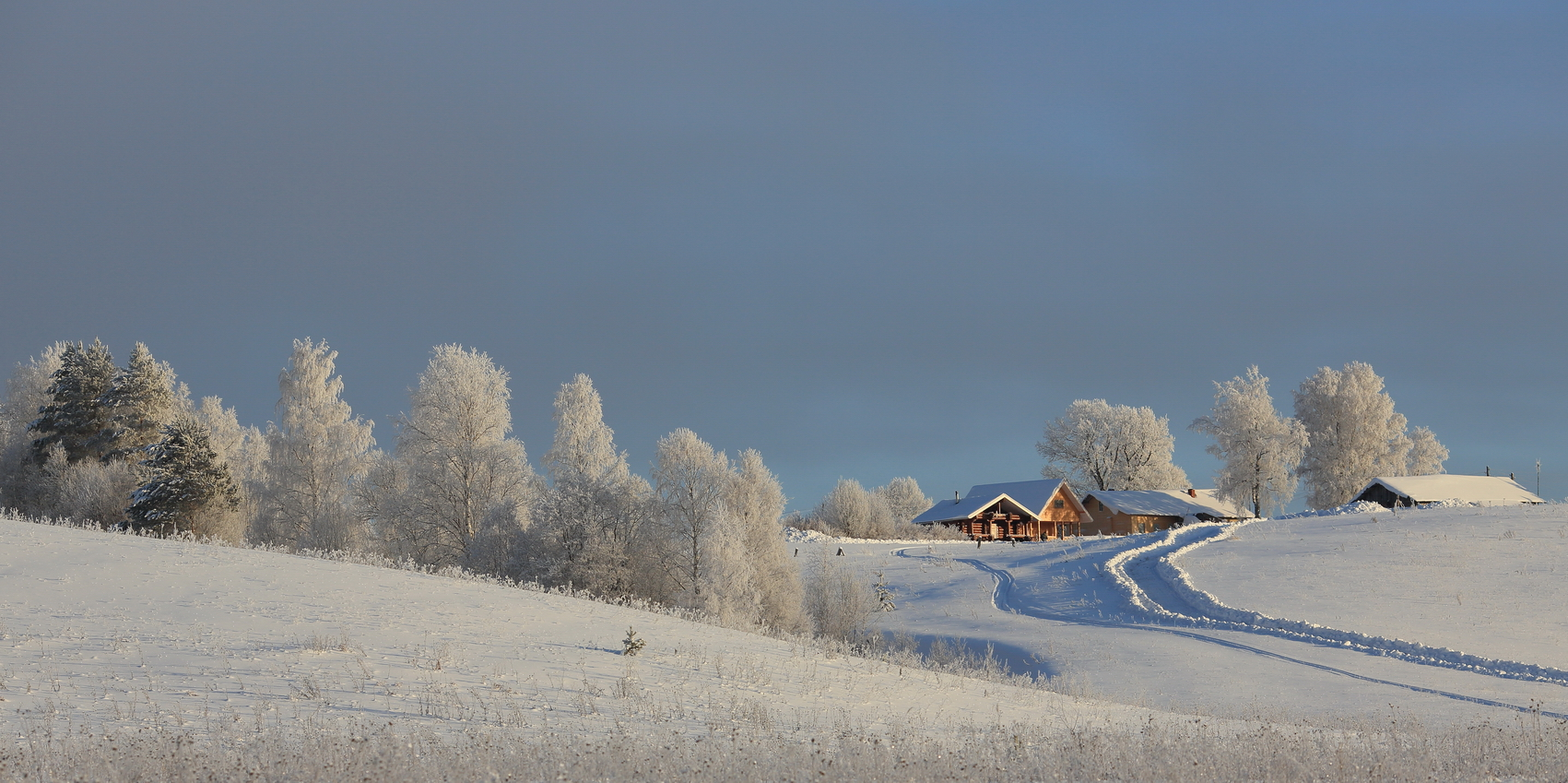
Зубаревская в январе
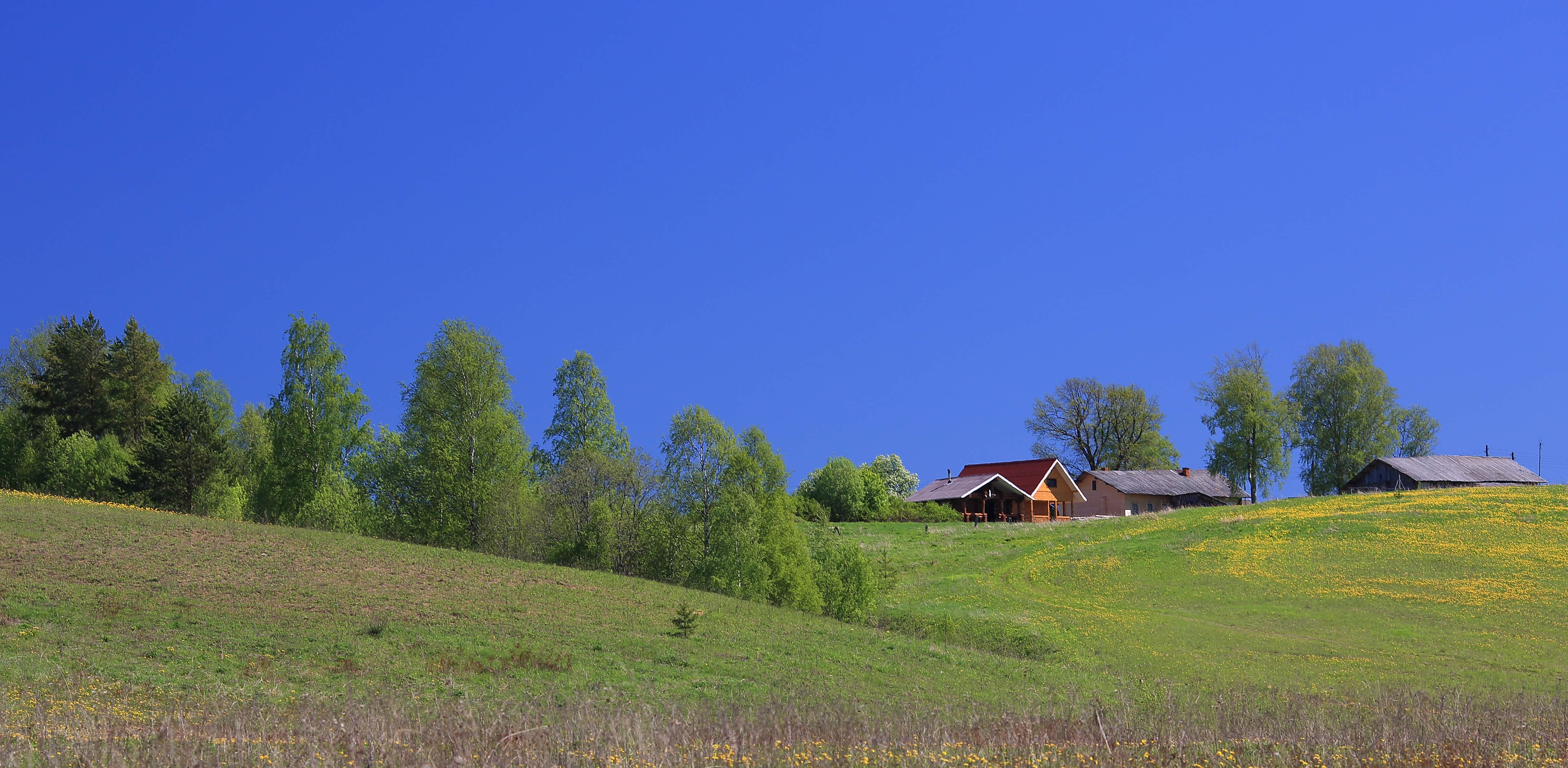
Зубаревская в мае
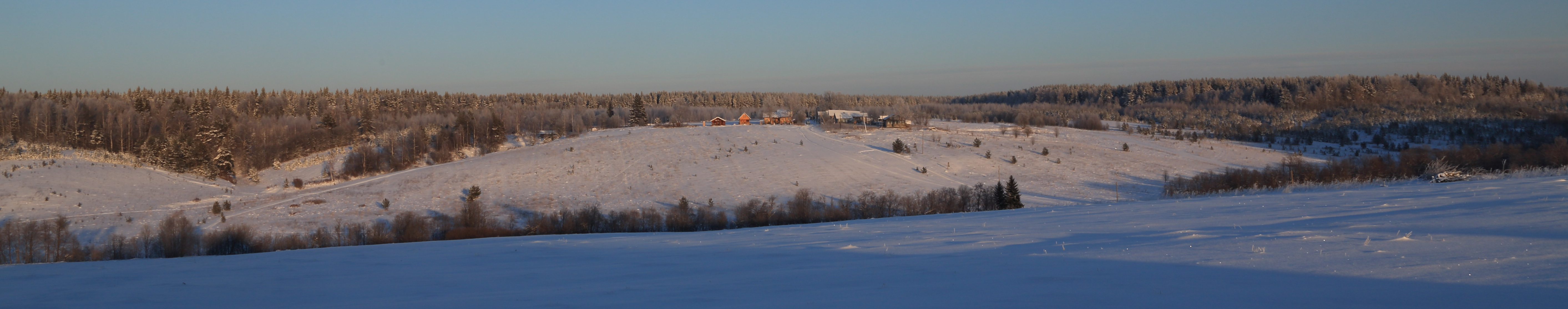
деревня Зубаревская и речка Стругница
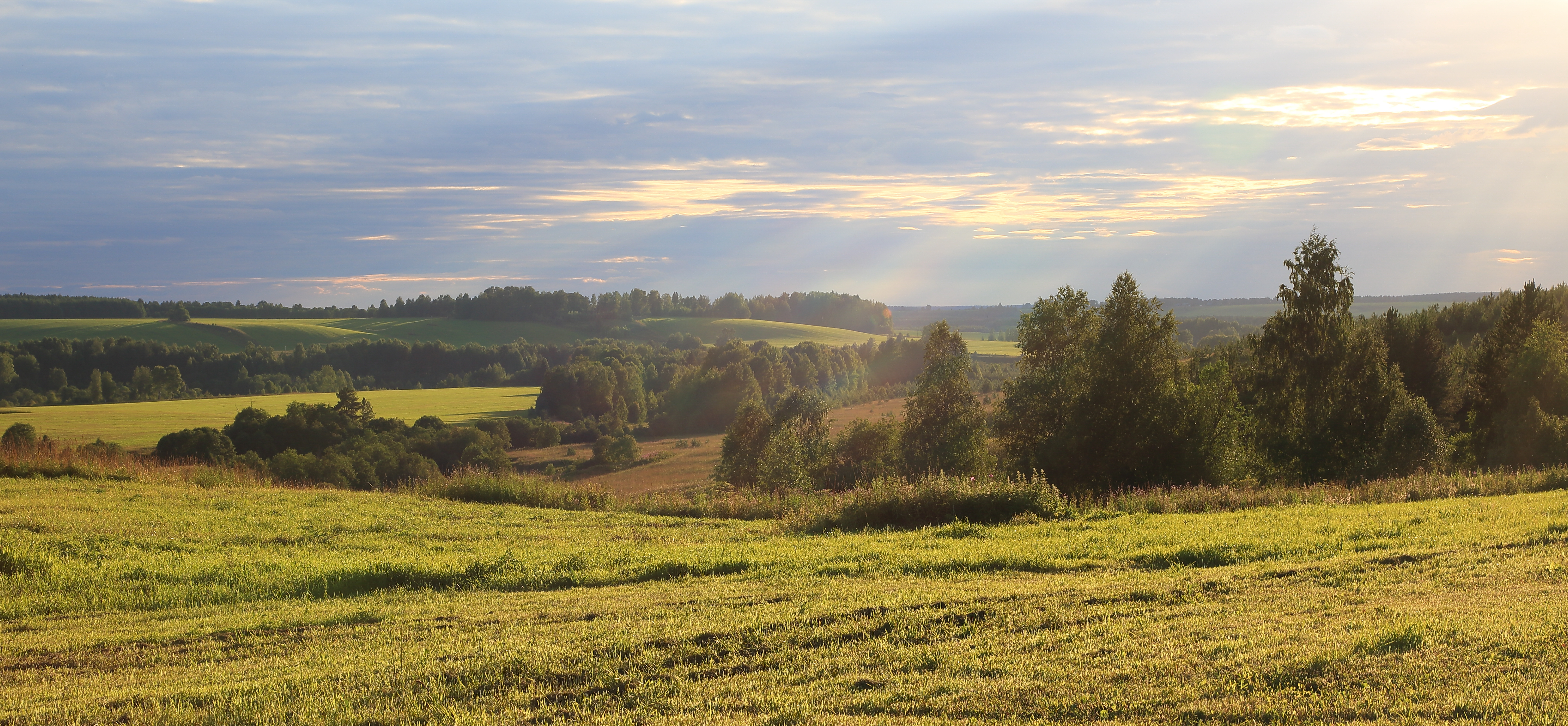
Долина реки Стругница
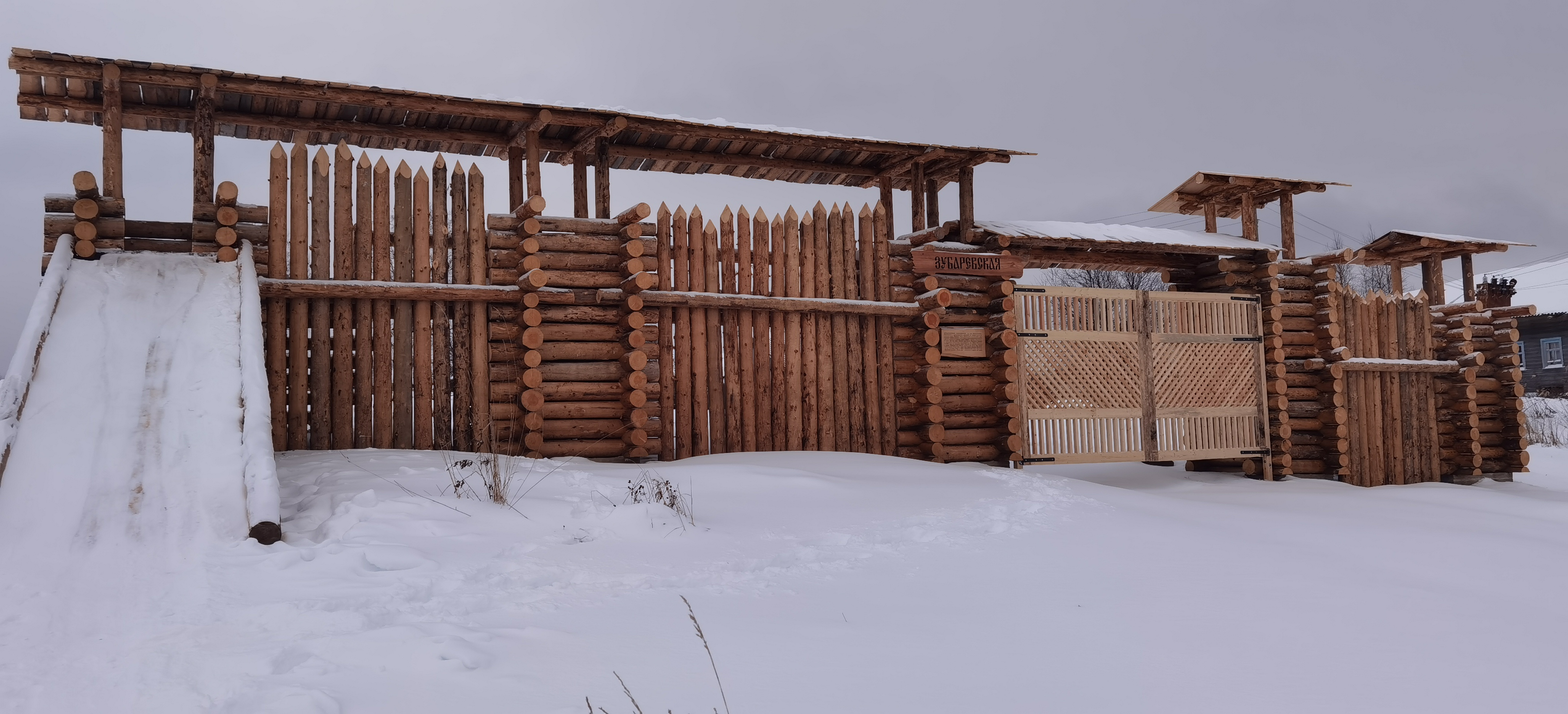
Золотые Ворота  (январь 2023)
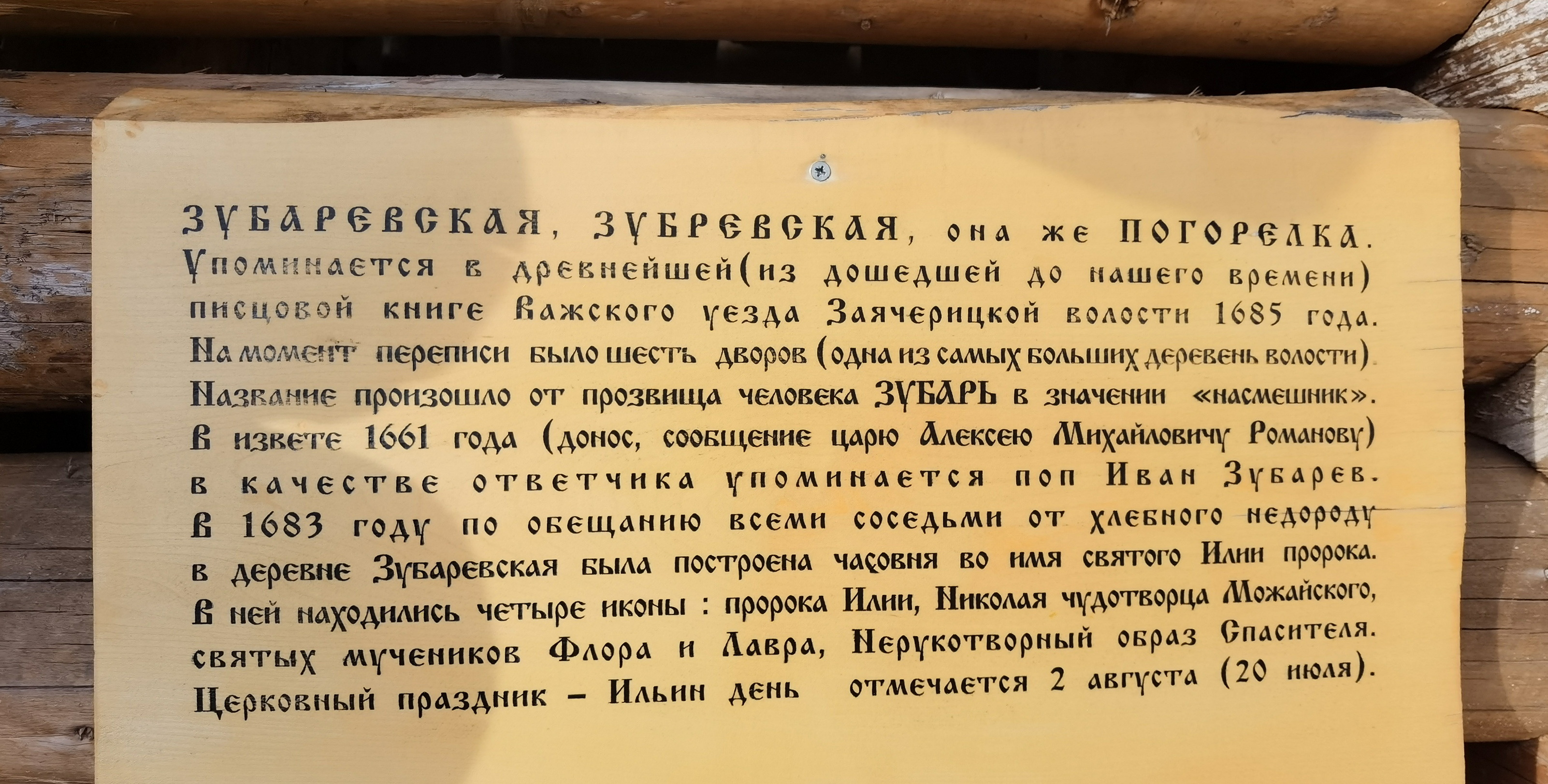
Мемориальная доска